# 八丁目のダメ親父!カンナ・トンカチ・キリキリ舞い
『八丁目のダメ親父!カンナ・トンカチ・キリキリ舞い』（はっちょうめのダメおやじカンナトンカチキリキリまい）は、1976年7月17日から同年9月4日まで日本テレビ系列の『グランド劇場』で放送されたテレビドラマである。

## 概要
妻の初七日に行方しれずになった父親が舞い戻り、ダメ親父ぶりを発揮するホーム・コメディ。
「長いタイトルシリーズ」の第4弾で、しばらく恋愛物が続いたこのシリーズでは、久々のホームコメディとなった。また森繁久彌唯一の『（土曜）グランド劇場→土曜ドラマ』主演作（1977年1月1日放送の元日特別版『新春大吉』を除き）。

## 出演者
- 小杉一：森繁久彌
- 小杉精一（長男）：前田吟
- 小杉里子（長女）：中田喜子
- 小杉弓子（次女）：浅田美代子
- 金平四六：藤岡琢也
- 金平政江：赤木春恵
- 金平美奈子：佐藤オリエ - 四六の娘
- 金平政一郎：堀内正美 - 四六の息子
- 森本康照（画家）：中条静夫
- 森本澄子：朝丘雪路 - 康照の妻
- 栄子（造園家の娘）：早瀬久美
- 岡田裕介
- 春助：小島三児 - 金魚屋の主人
- 久美：水野久美 - スナック「久美」のママ

## スタッフ
- 脚本：高橋玄洋（第1話、第2話）、池田一朗（第3話～第8話）
- 演出：田中康隆
- プロデューサー：早川恒夫

## 主題歌
- 「虹がうすれてゆく時が」（歌：ダ・カーポ、作詞：久保田広子、作・編曲：広瀬量平）

## 参考資料
- テレビドラマデータベース

| 日本テレビ系 グランド劇場              | 日本テレビ系 グランド劇場                         | 日本テレビ系 グランド劇場                                   |
| 前番組                                 | 番組名                                            | 次番組                                                      |
| -------------------------------------- | ------------------------------------------------- | ----------------------------------------------------------- |
| 三丁目の古寺に、 照る日曇る日、 恋の雨 | 八丁目のダメ親父! カンナ・トンカチ・ キリキリ舞い | 六丁目のスパルタ 寮母さんには、赤いバラの いれずみがあった! |